# کشورهای آفریقایی در جام جهانی فوتبال

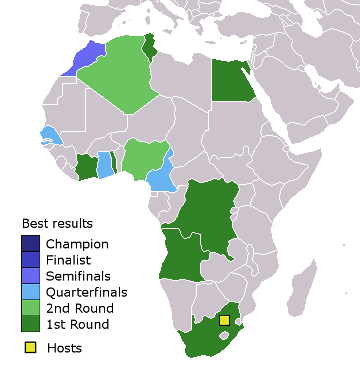
رتبه بندی مقام های کشور های آفریقایی در جام جهانی

فوتبال تقریباً محبوب‌ترین ورزش در هر کشور آفریقایی است و تاکنون ۱۳ عضو کنفدراسیون فوتبال آفریقا در بزرگ‌ترین رویداد ورزشی جهان یعنی جام جهانی فوتبال شرکت داشته‌اند و با دیگر تیم‌ها به رقابت پرداخته‌اند.
کامرون با ۸ بار حضور در مسابقات جام جهانی، در بین تیم‌هایی آفریقایی رکورددار تعداد حضور در جام جهانی نیز می‌باشد.
کامرون در ۱۹۹۰، سنگال در ۲۰۰۲ و غنا در ۲۰۱۰، با صعود به مرحلهٔ ۱/۴ نهایی مسابقات بهترین عملکرد را داشتند.
در جام جهانی ۲۰۲۲ تیم ملی مراکش با غلبه بر پرتغال و صعود به نیمه نهایی جام جهانی بهترین عملکرد دربین تیم های آفریقایی داشته است.
نیجریه با سه بار صعود از گروه خود، در بین تیم‌های آفریقایی از این حیث رکورددار است.

## عملکرد کلی
| کشور          | تعداد حضور | سال‌ها                                          | بهترین نتیجه |
| ------------- | ---------- | ---------------------------------------------- | ------------ |
| کامرون        | ۸          | ۱۹۸۲، ۱۹۹۰، ۱۹۹۴، ۱۹۹۸، ۲۰۰۲، ۲۰۱۰، ۲۰۱۴، ۲۰۲۲ | ۱/۴ نهایی    |
| نیجریه        | ۶          | ۱۹۹۴، ۱۹۹۸، ۲۰۰۲، ۲۰۱۰، ۲۰۱۴، ۲۰۱۸             | دور دوم      |
| مراکش         | ۶          | ۱۹۷۰، ۱۹۸۶، ۱۹۹۴، ۱۹۹۸، ۲۰۱۸،۲۰۲۲              | نیمه نهایی   |
| تونس          | ۶          | ۱۹۷۸، ۱۹۹۸، ۲۰۰۲، ۲۰۰۶، ۲۰۱۸، ۲۰۲۲             | دور اول      |
| الجزایر       | ۴          | ۱۹۸۲، ۱۹۸۶، ۲۰۱۰، ۲۰۱۴                         | دور دوم      |
| ساحل عاج      | ۳          | ۲۰۰۶، ۲۰۱۰، ۲۰۱۴                               | دور اول      |
| مصر           | ۳          | ۱۹۳۴، ۱۹۹۰، ۲۰۱۸                               | دور اول      |
| غنا           | ۴          | ۲۰۰۶، ۲۰۱۰، ۲۰۱۴، ۲۰۲۲                         | ۱/۴ نهایی    |
| آفریقای جنوبی | ۳          | ۱۹۹۸، ۲۰۰۲، ۲۰۱۰                               | دور اول      |
| سنگال         | ۳          | ۲۰۰۲، ۲۰۱۸، ۲۰۲۲                               | ۱/۴ نهایی    |
| جمهوری کنگو   | ۱          | ۱۹۷۴                                           | دور اول      |
| آنگولا        | ۱          | ۲۰۰۶                                           | دور اول      |
| توگو          | ۱          | ۲۰۰۶                                           | دور اول      |

نکات
- سال‌هایی که پررنگ نوشته شده‌اند، به معنی بهترین عملکرد می‌باشد.
- در جام جهانی ۱۹۷۴، زئیر نمایندهٔ آفریقا در جام جهانی بود که امروزه این کشور، جمهوری دموکراتیک کنگو نامیده می‌شود.